# 开平南站
開平南站位於廣東省江門開平市三埠街道燕山村，是深湛铁路沿綫的一個車站，2018年7月1日隨深湛鐵路江茂段開通一并啟用。本站亦是開平市首個鐵路車站。

## 车站结构

### 站房
开平南站站房为线侧平式站房，面积约8000平方米，以“碉楼画栋，融汇中西”为设计概念，站房建筑风格融入开平碉楼与村落的元素，站房立面和主入口的设计提取了开平骑楼和山墙的处理手法。站房主体结构分为地上两层，中部为跃层式候车大厅，两端为设备和办公区域。

### 站场
开平南站设到发线3条，货物装卸线2条，设基本站台一座，中间站台一座。
| 1F | 站房     | 进站口、候车厅、检票口        |
| 1F | 侧式站台 |                               |
| 1F | 1站台    | 深湛铁路 往深圳北方向（台山） |
| 1F | 通过线   | 深湛铁路上行列车通过线        |
| 1F | 通过线   | 深湛铁路下行列车通过线        |
| 1F | 2站台    | 深湛铁路 往湛江西方向（恩平） |
| 1F | 岛式站台 |                               |
| 1F | 3站台    | 深湛铁路 往湛江西方向（恩平） |
| B1 | 地道     | 进出站地道                    |

## 历史
本站在最初规划中的选址为赤坎镇，但由于赤坎距开平市区较远，在赤坎设站对开平当地经济的拉动作用不大，且开平市民前往赤坎乘车并不方便，该站的选址最终改在距开平市区较近的三埠街道燕山村。本站于2014年初开工，工程名为开平站，2018年因與唐山市境内已有的七滦铁路开平站重名而最终定名为开平南站。本站于2019年8月1日，开平南站试行电子客票。2023年10月10日開售往返香港西九龍站直達車票。

## 接駁交通
| 巴士 \| 编号 \| 编号 \| 线路 \| 线路 \| 线路 \| 收费 \| 运营商 \| 备注 \| \| ---- \| ---- \| ---- \| ---- \| -------- \| ---- \| -------- \| ---- \| \| \| 602 \| 义祠 \| ⇆ \| 开平南站 \| 2元 \| 国顺公交 \| \| |      |      |      |          |      |          |      |
| 编号 | 编号 | 线路 | 线路 | 线路     | 收费 | 运营商   | 备注 |
| | 602  | 义祠 | ⇆    | 开平南站 | 2元  | 国顺公交 |      |

註：金山大橋的開通，大大拉近本站與水口鎮之間距離。